# Floydada, Texas
Floydada là một thành phố thuộc quận Floyd, tiểu bang Texas, Hoa Kỳ. Năm 2010, dân số của xã này là 3038 người.

## Dân số
- Dân số năm 2000: 3676 người.
- Dân số năm 2010: 3038 người.